# San José de Naranjo
San José es un distrito del cantón de Naranjo, en la provincia de Alajuela, de Costa Rica.

## Geografía
San José cuenta con un área de 20,9 km² y una altitud media de 1500 m s. n. m.

## Demografía
Para el año 2022, San José cuenta con una población estimada de 3206 habitantes, y para el último censo efectuado, en 2011, San José contaba con una población de 3162 habitantes.

## Localidades
- Cabecera: San Juanillo
- Poblados: Barranca, Cañuela, Desamparados, Isla de Cañuela, San Antonio Norte, Calle Solís Abajo, Vuelta San Gerardo.

## Lugares de interés turístico
El distrito se caracteriza por su altitud considerable, lo que le confiere un clima fresco y vistas panorámicas del Valle Central. Desde puntos elevados, como San Juanillo, es posible observar el océano Pacífico y, hacia el noroeste, la Sierra Minera de Tilarán y el volcán Arenal. En días despejados, también se pueden apreciar los volcanes de la Cordillera de Guanacaste y de la Cordillera Volcánica Central.
El caserío de Cañuela destaca por su clima templado y la abundancia de hortensias que adornan ambos lados de la carretera, así como por sus miradores naturales. Las comunidades de Barranca y San Antonio Norte (también conocida como San Antonio de Barranca) combinan paisajes de cafetales, potreros y cultivos de hortalizas, ofreciendo vistas privilegiadas hacia el cantón vecino de Zarcero y la región norte del país.
La economía local sobresale por la producción de café, quesos y hortalizas de alta calidad.
El distrito es atravesado por el antiguo camino que conectaba el Valle Central con las llanuras del norte del país, actualmente conocido como la Ruta Nacional de los Héroes de la Campaña de 1856 contra los filibusteros. Se cree que por este camino, de pasos empinados y curvas pronunciadas, transitaron algunos de los costarricenses que participaron en dicho conflicto histórico.
El trayecto de esta ruta inicia en calle El Porosal y calle de la Plaza, en San Juanillo, continúa por la calle hacia Cañuela y se adentra en el antiguo camino hacia Barranca. Cruza el viejo puente sobre los ríos Barranca y Barranquilla, llega al poblado de Barranca de Naranjo y prosigue hacia San Luis de Zarcero, atravesando el río Espino, que marca el límite cantonal entre Naranjo y Zarcero. A lo largo del recorrido, el paisaje está dominado por cafetales, potreros y una exuberante naturaleza.

## Economía
La economía del distrito San José de Naranjo gira principalmente en torno a la producción de café de altura de excelencia calidad. También hacia el noroeste del distrito, en las localidades de Cañuela, San Antonio y Barranca, se presenta importante actividad lechera y de producción de hortalizas, aguacates y chiverres.

## Transporte

### Carreteras
Al distrito lo atraviesan las siguientes rutas nacionales de carretera:
- Ruta nacional 141
- Ruta nacional 703
- Ruta nacional 704

Ruta Nacional de los Héroes de la Campaña de 1856